# Katō Tomosaburō
Katō Tomosaburō (加藤 友三郎?; Hiroshima, 22 febbraio 1861 – Tokyo, 24 agosto 1923) è stato un militare e politico giapponese.
Fu un ufficiale della Marina imperiale giapponese, partecipando alla prima guerra sino-giapponese e alla guerra russo-giapponese, nel corso della sua carriera militare arrivò a ricoprire il grado di ammiraglio e dopo la sua morte gli fu conferito il massimo grado onorifico di Gensui (ammiraglio della flotta). Fu inoltre due volte ministro nella marina dell'Impero Giapponese tra il 1915 e il 1923 e primo ministro sotto l'imperatore Taishō (anche se nel periodo del suo governo la reggenza fu dell'erede al trono e futuro imperatore Showa).

## Biografia

### I primi anni
Nato a Hiroshima, provincia di Aki (attuale prefettura di Hiroshima) da una famiglia di samurai, Katō venne iscritto ancora giovane nella VII classe dell'Accademia navale imperiale giapponese diplomandosi secondo su una classe di 30 cadetti. Si specializzò in artiglieria navale ed in navigazione.

### La carriera navale
Dopo aver ottenuto il rango di tenente, Katō prestò servizio sulla corvetta Tsukuba nel 1887, passando poi all'incrociatore Takachiho. Durante la prima guerra sino-giapponese, egli prestò servizio in combattimento come ufficiale cannoniere sull'incrociatore Yoshino. Dopo la fine della guerra, egli prestò servizio in numerose posizioni di staff prima della sua promozione a capitano. Ufficiale esecutivo della nave da battaglia Yashima, divenne capitano della nave cannoniera Tsukushi. Il 1º settembre 1904 venne promosso contrammiraglio.
Durante la guerra russo-giapponese, Katō prestò servizio come capo dello staff dell'ammiraglio Tōgō Heihachirō sulla nave da guerra Mikasa, assistendo alla vittoria giapponese nella battaglia di Tsushima. In quel periodo egli soffriva particolarmente di stomaco e le cronache d'epoca riportano che egli stesse vomitando nel momento in cui diede l'ordine di attaccare, soffrendo moltissimo malgrado i numerosi medicamenti presi.
Katō divenne vice ministro della Marina nel 1906 e venne promosso viceammiraglio il 28 agosto 1908. Nel 1909 venne nominato comandante del distretto navale di Kure, e nel 1913 divenne comandante in capo della Flotta Combinata.
Katō divenne Ministro della Marina nell'agosto del 1915, alcuni giorni prima della sua promozione ad ammiraglio il 28 agosto di quello stesso anno. Egli prestò servizio nei governi di Ōkuma Shigenobu, Terauchi Masatake, Hara Takashi e Takahashi Korekiyo. Sotto Hara e Takahashi, Katō fu capo commissario e plenipotenziario alla conferenza navale di Washington, concordando con l'ambasciatore Kijūrō Shidehara i negoziati del trattato delle cinque potenze.

### Primo ministro
Dopo il suo ritorno in Giappone, Katō venne nominato primo ministro in riconoscimento del ruolo svolto a Washington. Il suo gabinetto di governo era composto di molti burocrati e membri della Camera dei Pari, il che lo rese impopolare nei confronti dei membri dell'esercito. Durante il suo periodo come primo ministro, Katō portò avanti i provvedimenti presi dall'accordo navale di Washington, ritirando le forze giapponesi da Shantung in Cina e pose fine alla partecipazione giapponese all'intervento in Siberia. Katō morì successivamente di cancro al colon ad un anno di distanza dalla sua elezione.
Katō, il giorno prima della sua morte, ottenne il grado di ammiraglio della flotta e postumo gli venne concesso il Gran Cordone del Supremo Ordine del Crisantemo nonché il titolo nobiliare di shishaku (visconte).
La sua morte avvenne immediatamente prima del grande terremoto del 1923.
La tomba di Katō si trova nel cimitero di Aoyama, Tokyo.